# Gilbert Gérintès
Gilbert Gérintès (16 de agosto de 1902 — 15 de maio de 1968) foi um jogador de rugby union francês, medalhista olímpico.

## Carreira
Durante sua carreira esportiva, foi associado ao clube CASG Paris. Ele integrou a equipe da Seleção da França que conquistou a medalha de prata nos Jogos Olímpicos de Verão de 1924 em Paris. Ele jogou as duas partidas da competição, nas quais os franceses derrotaram a Romênia por 61–3 no Stade de Colombes em 4 de maio, e duas semanas depois perderam para os EUA por 3–17.